# Animal Crossing (jogo eletrônico)
Animal Crossing (どうぶつの森, Dōbutsu no Mori) é um jogo de simulação, classificado pela Nintendo como um jogo de comunicação, inicialmente desenvolvido pela Nintendo EAD para Nintendo 64 e posteriormente portado para Nintendo GameCube onde teve sua primeira versão para o ocidente.
Animal Crossing é um jogo livre, onde não se tem objetivos fixos, e em sua maior parte é baseado na interação entre jogadores e personagens não jogáveis. O jogador assume o papel de um novo residente em um vilarejo pacato onde tem que se adaptar a nova vida realizando ações cotidianas e nutrindo relacionamentos com outros habitantes da comunidade.
O jogo utiliza o relógio interno do GameCube para simular a passagem do tempo, tornando a hora e o dia do jogo coincidentes com a realidade. Além disso, o jogo também utiliza a data real para simular eventos como natal e halloween.

## Jogabilidade
Em Animal Crossing não há um objetivo simples, a ideia é de que você faça parte da pequena comunidade onde mora, melhorando-a, interagindo com seus vizinhos e expandindo sua casa. Você pode escrever para seus vizinhos, pescar, recolher itens, doar para o museu a fim de completar suas exibições e é claro fazer favores ocasionais aos outros moradores. A interação com os outros personagens do jogo é indispensável, ao interagir com os habitantes eles farão perguntas, irão pedir favores e contar um pouco de si e do que está acontecendo ao seu arredor. Além disso, Animal Crossing tem uma característica única, não presente nos outros jogos da série, o mesmo te permite jogar jogos de NES que podem ser conseguidos de diversas maneiras.
Ao iniciar um novo jogo em Animal Crossing, o jogador se encontrará em uma viagem de trem onde conhece Rover e depois de uma breve conversação, Rover pergunta para onde o jogador está indo (é aqui que será escolhido o nome do vilarejo) e ao descobrir que está de mudança lhe pergunta se já tem onde morar. Ao saber que o jogador não tem para onde ir, o gato consulta Tom Nook, o comerciante local, e lhe arranja um lugar para ficar na nova comunidade. O jogador então é inserido em um novo e desconhecido local, com uma divida com o comerciante local que lhe arranjou uma casa por meio de empréstimo, é então que começa a aventura pela nova comunidade, onde o jogador realizará ações comuns do dia-a-dia, tentará pagar suas dividas e arranjar novas amizades.
A hora e a data são fatores importantes em Animal Crossing, as lojas abrem e fecham em horários determinados, seus vizinhos dormem ao tardar e acordam ao amanhecer. Festivais, eventos e competições acontecem no jogo, datas comemorativas são também representadas e a estação do ano é importante para recolher determinados itens, alguns insetos, por exemplo, só são encontrados em determinada estação, assim como os peixes.
Os acontecimentos em Animal Crossing não se atém à presença do jogador, tudo continuará ocorrendo mesmo que ele não esteja jogando, de forma que se ficar muito ausente as coisas estarão completamente diferentes quando voltar.

Uma casa mobiliada em Animal Crossing

Nenhuma ação em Animal Crossing requer muita habilidade, com exceção da pesca que pode apresentar alguma dificuldade, pescar pode ser considerada uma das atividades mais desafiadoras do jogo, mas a única exigência é que você tenha um bom reflexo. O jogador pode ver a silhueta de um peixe na água, para então empunhar a vara e lançar a isca, se o peixe ver a isca ele virá em sua direção e começará a beliscar, quando a boia da isca afundar é o sinal para que o jogador puxe-a para cima capturando o peixe.
Em Animal Crossing há quatro casas disponíveis, todas elas podem ser ocupadas por um jogador e ficam ao entorno de uma praça (onde se encontra o quadro de avisos), essas casas são customizáveis a vontade do jogador residente, desde as paredes, o chão, e os móveis são todos redecoráveis.

### Multijogador
Não é possível jogar mais de um jogador ao mesmo tempo em Animal Crossing, entretanto o jogo utiliza de vários jogadores para enriquecer a experiência. É possível que quatro pessoas joguem no mesmo vilarejo alternadamente, todos com uma residência no local, onde todos eles não só podem usufruir igualmente do jogo como interagir com os outros residentes humanos, é possível que eles troquem cartas, mandem presentes e visitem a casa um dos outros.
Não só é possível jogar várias pessoas na mesma comunidade (dividindo um mesmo memory card) como também é possível visitar outros vilarejos, ao plugar outro memory card no videogame, se no mesmo estiver salvo uma outra comunidade, é possível viajar até outro vilarejo, e como as vilas são geradas de forma randômica, encontrar um local onde tudo é diferente. Ao visitar outras comunidades o jogador pode interagir com os habitantes dali e eles, posteriormente, se lembrarão do jogador em questão. Também é possível colher uma fruta não presente na comunidade do jogador visitante e replantá-la de forma que passe a existir em seu vilarejo (as frutas que não são nativas valem mais ao serem vendidas).
Em Animal Crossing também é possível trocar itens com outros jogadores (além dos que estão presentes na mesma comunidade), é preciso apenas levar o item que deseja trocar para a loja de Tom Nook e, portanto que saiba o nome da cidade do outro jogador, receber um código que pode ser usado para resgatar o item em questão.

### Conectividade com o Gameboy
Ao conectar o GameCube com o Game Boy Advance o jogador tem acesso a uma gama de coisas novas para fazer no jogo, incluindo principalmente a possibilidade de visitar uma ilha que, assim como os vilarejos, são geradas randomicamente. Nessa ilha, que só pode ser acessada por meio da conexão entre os consoles, o jogador encontrará um local completamente novo, com uma casa de praia para redecorar a sua vontade e um morador carismático que adora visitas. Na ilha o jogador também pode encontrar jogos de NES que só podem ser conseguidos dessa forma, também é possível desconectar os consoles e contanto que o Gameboy não seja desligado, jogar os jogos de NES e até mesmo Animal Crossing pelo portátil.

## O vilarejo
No jogo todas as vilas são diferentes, mesmo assim há um conjunto de coisas que são iguais em todas elas. Algumas estruturas como, por exemplo, o correio e o museu, fazem parte de todos os vilarejos, mesmo que ocupem lugares diferentes no mapa. A aparência da pequena comunidade mudará de acordo com as estações e os eventos especiais, assim como seus vizinhos podem se mudar e novos vizinhos podem chegar na comunidade.
Quando se inicia um novo jogo em Animal Crossing um novo vilarejo é criado exclusivamente para o jogador, onde todas as coisas são geradas randomicamente, dando a cada jogador uma experiência única. Até mesmo os outros moradores da pequena comunidade, não incluindo os personagens principais, como Tom Nook, por exemplo, são escolhidos aleatoriamente (existem mais de 200 possibilidades, todos com personalidades únicas).

### Tom Nook
A loja de Tom Nook é aonde os jogadores de Animal Crossing podem conseguir toda as variedades de itens, incluindo ferramentas, flores, móveis e papéis de cartas. É ele (Tom Nook) que se encarregara de expandir a casa do jogador e que ofereceu ao mesmo o primeiro empréstimo (em parte pago por meio de serviços). Cada compra feita na loja renderá uma rifa para um sorteio no final do mês (as rifas não valem para o mês seguinte, sendo então necessário usá-las no mês correspondente) cujo prêmio é sempre algo raro.  Com o lucro das vendas, a loja também aumentará de tamanho, passando então a ter em estoque mais itens.
É nessa loja onde o jogador pode ganhar dinheiro vendendo os itens que recolheu: móveis, peixes, roupas, insetos e etc. Tudo pode ser vendido na loja de Tom Nook, com exceção de uma ou outra coisa, na verdade é o único local onde o jogador pode vender os itens, sendo assim, na véspera da expansão da loja o jogador não terá onde vendê-los, pois a loja fica fechada para a reforma.

### Museu
No início do jogo o museu estará completamente vazio, é o jogador quem deve se encarregar das exibições, trazendo itens (peixes, fósseis, insetos e obras de arte) para doá-los ao mesmo. Enquanto todos os itens podem ser doados diretamente a Blathers - o encarregado -, os fósseis, por sua vez, devem ser enviados por carta para serem identificados em outro museu, para que então sejam doados.

### Correios
Todos em Animal Crossing gostam de receber cartas, na verdade esse é o principal meio de comunicação no jogo. É no correio onde você leva essas cartas para que finalmente possam ser enviadas para o destinatário em questão, que necessariamente deve ser alguém da comunidade onde se encontra.
Toda vez que o jogador quiser pagar parte da dívida que tem com Tom Nook, deve passar no correio para fazer um depósito. Ao quitar todas as dividas, o jogador poderá usar os correios para poupar dinheiro, quando o valor da poupança chegar em determinados valores ele será recompensado com alguns brindes.

### Alfaiate
No alfaiate os jogadores de Animal Crossing, além de comprar roupas, podem desenhar os próprios modelos. Estes modelos são feitos através de um sistema simples que te permite desenhar ao estilo pixel art e podem então ser usados para texturizar roupas, guarda-chuvas, paredes, assoalhos, sinais e até mesmo a bandeira que representa a comunidade do jogador. Os outros moradores da pequena comunidade (humanos ou não) podem usar os modelos criados pelo jogador.
Ao conectar-se com um Gameboy Advance o jogador pode ainda usar o editor de modelos no próprio portátil.

## Desenvolvimento

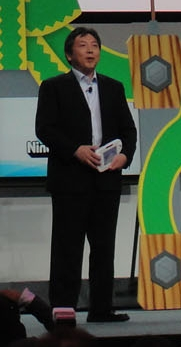
Katsuya Eguchi (desenvolvedor de Animal Crossing) na E3

Originalmente Animal Crossing estava sendo produzido para Nintendo 64DD, mas pelos atrasos do lançamento do N64DD foi produzido para Nintendo 64 com a adição de um Controller Pak para salvar todos os dados do jogo. Impulsionada pelas ótimas vendas de Animal Crossing para Nintendo 64 no Japão, a Nintendo então decidiu portar o jogo para Gamecube trazendo o jogo para o Japão como Animal Forest e para a América, sua primeira tradução do jogo, como Animal Crossing.
Enquanto no Nintendo 64, Animal Crossing ou Animal Forest (como era chamado no Japão) não tinha nenhuma versão para ocidente, ao trazer o jogo para GameCube a Nintendo iniciou o que seria, na época, a maior e melhor tradução já feita pela empresa, tradução que demorou 6 meses para ser completada e que para chegar ao resultado final os tradutores tiverem que traduzir milhares de diálogos, criar novas datas comemorativas e novos itens. A Nintendo ficou tão satisfeita com a tradução que decidiu retraduzir a versão americana, que incluía diversas novidades, para vender no Japão como Animal Forest+.
Animal Crossing foi desenvolvido por Katsuya Eguchi, que trabalhou como designer gráfico do famoso Super Mario Bros 3. Embora o principal objetivo de Animal Crossing fosse colocar em uso o sistema de relógio interno do Nintendo 64DD, a ideia do jogo começou a ser desenvolvida por Katsuya 14 anos antes, quando havia se mudado para Kyoto, segundo o desenvolvedor, ao se distanciar da família começou a perceber o quanto eles eram importantes para ele. Katsuya então começou a pensar em como recriar a sensação de solidão que estava passando, foi assim que a ideia de Animal Crossing começou a se desenvolver: Um garoto que acaba de se mudar para um lugar estranho, desconhecido, e está longe de sua família, cujo único contato que tem com eles é por forma de cartas assinadas por sua mãe.

## Recepção
Enquanto Animal Crossing já era um sucesso no Japão, quando portado para o GameCube iniciou-se a primeira tentativa de inseri-lo no mundo ocidental. Ao ser localizado para o Estados Unidos Animal Crossing não decepcionou chegando a arrecadar mais de 60% dos lucros de mais de 3 milhões de unidades vendidas, enquanto o Japão foi responsável por vender cerca de 30% do produto e o resto do mundo (incluindo a Europa) foi responsável por cerca de 10% das vendas.
Animal Crossing foi bem recebido pela crítica, que usualmente destacaram o estilo livre do jogo, considerado inusual e inovador. O jogo recebeu uma avaliação de 8.7 pontos no Metacritic pela critica especializada, os usuários avaliaram o jogo com a média de 8.8 pontos.